# Studio finale per lo Chahut
Studio finale per lo Chahut (Étude finale pour Le Chahut) è un dipinto a olio su tela (55,7x46,2 cm) realizzato nel 1889 dal pittore francese Georges-Pierre Seurat.
È conservato nell'Albright-Knox Art Gallery di Buffalo.
Il dipinto è uno studio di uno de' Lo Chahut.